# American Football League
Pour les articles homonymes, voir AFL.
L'American Football League (ou AFL) était une association d'équipes professionnelles de football américain ayant officié entre 1960 et 1969 avant son absorption par la National Football League (NFL) en 1970.

## Création
Dans les années 1950, Lamar Hunt, fils d’un riche pétrolier, souhaite fonder dans sa ville natale sa propre équipe professionnelle de football américain, les Texans de Dallas. Il tente tout d'abord d’acheter la franchise NFL des Cardinals de Chicago laquelle était située sur un marché dominé par les Bears de Chicago. L’ancien propriétaire était à la recherche de financement afin de déménager l’équipe. Néanmoins aucun accord n'est trouvé.
Toutes les offres soit de rachat des Cardinals soit de création d'une équipe d’expansion dans la NFL ayant été effectuées par Lamar Hunt, Bud Adams, Bob Howsam et Max Winter ayant été refusées, Lamar Hunt décide en 1959, de fonder une nouvelle ligue professionnelle de football américain et crée sa propre équipe des Texans de Dallas.
Il est rejoint dans son entreprise par Bob Howsam des Broncos de Denver, Adams des Oilers de Houston, Barron Hilton des Chargers de Los Angeles, de Max Winter et Bill Boyer des Vikings de Minneapolis et de Harry Wismer des Titans de New York City. Ce groupe était surnommé « le foolish club ». 
En 1959, la nouvelle ligue décide de créer deux nouvelles équipes, les Bills de Buffalo et les Patriots de Boston. En réaction à la création de l'AFL, la NFL créé la nouvelle équipe des Cowboys de Dallas en 1960 pour concurrencer les Texans de Dallas et offre aux propriétaires de l'équipe des Vikings de Minneapolis de devenir une équipe d’expansion dans la NFL pour l’année 1961, ce qu"ils acceptent. 
La nouvelle ligue décide alors de créer les Raiders d’Oakland afin de compter huit équipes réparties entre les conférences Est et Ouest pour sa saison inaugurale en 1960.
À partir de la saison 1961 , l'American Football League va organiser l'AFL All-Star game (en), match opposant les meilleurs joueurs de la saison de chaque conférence.

## Franchises
| - Conférence Est - Bills de Buffalo - Dolphins de Miami (1966-1969) - Jets de New York - Oilers de Houston - Patriots de la Nouvelle-Angleterre | - Conférence Ouest - Bengals de Cincinnati (1968-1969) - Broncos de Denver - Chargers de San Diego - Chiefs de Kansas City - Raiders d'Oakland |

## Palmarès
| Saison | Date             | Vainqueur             | Score | Finaliste               | Lieu      | Spectateurs |
| ------ | ---------------- | --------------------- | ----- | ----------------------- | --------- | ----------- |
| 1960   | 1er janvier 1961 | Oilers de Houston     | 24-16 | Chargers de Los Angeles | Houston   | 32 183      |
| 1961   | 24 décembre 1961 | Oilers de Houston     | 10-03 | Chargers de San Diego   | San Diego | 29 556      |
| 1962   | 23 décembre 1962 | Texans de Dallas      | 20-17 | Oilers de Houston       | Houston   | 37 981      |
| 1963   | 5 janvier 1964   | Chargers de San Diego | 51-10 | Patriots de Boston      | San Diego | 30 127      |
| 1964   | 26 décembre 1964 | Bills de Buffalo      | 20-07 | Chargers de San Diego   | Buffalo   | 40 242      |
| 1965   | 26 décembre 1965 | Bills de Buffalo      | 23-0  | Chargers de San Diego   | San Diego | 30 361      |
| 1966   | 1er janvier 1967 | Chiefs de Kansas City | 31-07 | Bills de Buffalo        | Buffalo   | 42 080      |
| 1967   | 31 décembre 1967 | Raiders d'Oakland     | 40-07 | Oilers de Houston       | Oakland   | 53 330      |
| 1968   | 29 décembre 1968 | Jets de New York      | 27-23 | Raiders d'Oakland       | New York  | 62 627      |
| 1969   | 4 janvier 1970   | Chiefs de Kansas City | 17-07 | Raiders d'Oakland       | Oakland   | 53 564      |

## Commissionnaires et présidents de l'AFL
1. Commissionnaire Joe Foss (novembre 1959-avril 1966)

1. Commissionnaire Al Davis (avril 1966-juillet 1966)

1. Président Milt Woodard (juillet 1966-mars 1970)

## Autres AFL
L'American Football League (connue sous le nom de AFL IV) a été la quatrième ligue professionnelle de football américain portant ce nom, les trois première étant :
- American Football League (1926) (en) : Connue sous le nom de AFL I. Les Quakers de Philadelphie (AFL) (en) sont champions de cette saison unique.
- American Football League (1936) (en) : Connue sous le nom de AFL II. Les Shamrocks de Boston (AFL) (en) (1936) et les Los Angeles Boston (1937) en sont les deux champions.
- American Football League (1940) (en) : Connue sous le nom de AFL III. Les Bullies de Columbus (en) sont champions en 1940 et 1941 des deux seules saisons.